# Demografía de Texas
La población de Texas era aproximadamente de 24.326.974 habitantes para 2008, convirtiéndose así, en el segundo estado más poblado de los Estados Unidos, solo superado por el estado de California.
A partir del año 2005, el estado tiene una población estimada de 22,8 millones, un aumento de 388.419 (1,7%) desde el año anterior y un aumento de 2 millones (9,6%) desde el año 2000. En las tres subcategorías naturales (nacimientos menos defunciones) en la migración neta y la inmigración neta, en Texas se ha visto un aumento de la población. El crecimiento natural desde el último censo es de 1.155.182 personas (1.948.398 nacimientos menos 793.216 muertes), la inmigración procedente de fuera de los Estados Unidos resultó en un aumento neto de 663.161 personas, y la migración dentro del país produjo un aumento neto de 218.722 personas.

## Dinámica poblacional

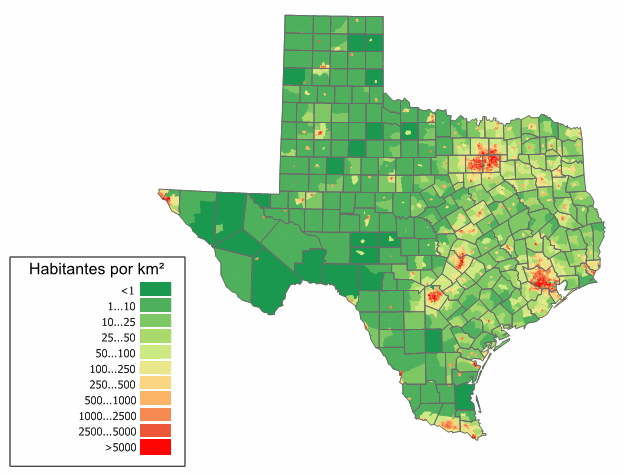
Mapa de la densidad de población de Texas.

La población de Texas ha visto un aumento en el número de habitantes desde que pertenecía al estado mexicano de Coahuila y Texas, pasando por su independencia de México y su anexión a los Estados Unidos hasta la actualidad.
En el corto período de la Texas independiente, la población estimada durante 1840 era de 70 000 habitantes; la población aumento drásticamente durante los siguientes sesenta años (se experimentó un crecimiento de 70 000 a 3 048 710 habitantes). Durante el periodo de prosperidad económica del estado de Texas, en 1900, causado por el descubrimiento de yacimientos de petróleo en el territorio, la población texana tuvo un importante crecimiento tanto económico como demográfico; mejorándose así, no solo la economía del estado, sino también la esperanza y calidad de vida dentro del mismo.

## Razas y orígenes étnicos
Según las estimaciones del 2006, a partir del censo realizado en el 2000, La distribución racial en Texas es la siguiente:
| Grupo :    | Texas | Estados Unidos |
| Blancos    | 82,7  | 80,1           |
| Negros     | 11,9  | 12,8           |
| Asiáticos  | 3,4   | 4,4            |
| Mestizos   | 1,2   | 1,6            |
| Amerindios | 0,7   | 1              |
| Otros      | 0,8   | 0,1            |
| Total      | 100   | 100            |

## Lenguas

Distribución de idiomas en Texas.

Texas no tiene declarado ningún idioma oficial, si bien la lengua más hablada es el inglés, empleada por el 66,35% de la población. En segundo lugar se encuentra el español, debido a que Texas fue parte integrante del Virreinato de la Nueva España durante la mayor parte de su historia, y de México durante unas décadas tras su independencia. El idioma español ha estado en alza durante las últimas décadas debido a la importante inmigración de mexicanos e hispanos de otros países hacia EE. UU.. Actualmente el español es hablado por el 29,09% de la población. En contraste, el resto de los idiomas registrados por los habitantes del estado, un total de 143, los habla menos del 1% de la población.
El español es el idioma más importante en Texas, después del inglés, siendo hablado por 5.932.609 personas en el estado. El vietnamita es hablado por el 0.68% de la población, un aproximado de 139.534 personas, siendo esté último el tercero más hablado en Texas.

## Religión
La religión en Texas juega un papel importante, tiene el mayor porcentaje de personas con una afiliación religiosa en los Estados Unidos. Lubbock, Texas tiene el per cápita más alto de iglesias en la nación.
La religión con mayor número de denominaciones de adherentes en el año 2000 fue la Iglesia católica con 4.368.969, la segunda fue la Southern Baptist Convention con 3.519.459 y la tercera fue la Iglesia Metodista Unida con 1.022.342. La iglesia Protestante Evangélica cristiana tuvo una fuerte influencia en el panorama sociocultural y político de Texas a lo largo de su historia, pero no todos comparten este punto de vista de Texas de la doctrina religiosa cristiana. Austin, la capital del estado se convierte en la ciudad más laica y liberal dentro del mismo Texas.
Otros grupos religiosos que también se encuentran en Texas, por ejemplo el judaísmo, que es producto de la subcultura de la comunidad judía de América con un total de 128.000 adherentes estimados del estado, la mayoría de los grupos judíos viven en o alrededor de Dallas y Houston. Existen aproximadamente 400.000 musulmanes en Texas.

## Ciudades y áreas metropolitanas
Las dos áreas metropolitanas más grandes de Texas son unas de las primeras diez a nivel nacional en los Estados Unidos. 